# Kabupaten de la baie de Bintuni
Le kabupaten de la baie de Bintuni (en indonésien : Kabupaten Teluk Bintuni) est une subdivision administrative de la province de Papouasie occidentale en Indonésie. Son chef-lieu est Bintuni.

## Géographie
Le kabupaten s'étend sur 18 637 km2 autour de la baie de Bintuni sur les péninsules de Doberai au nord et de Bomberai au sud. Il comprend 26 districts et 115 villages.

## Histoire
Il est créé le 11 novembre 2002 au sein de la province de Papouasie occidentale instituée à la même date.

## Démographie
La population s'élevait à 52 422 habitants en 2010 et à 80 561 habitants en 2020.